# Sint-Pauluskerk (Helmond)
De Sint-Pauluskerk is een katholiek kerkgebouw in de stad Helmond. gelegen aan de Paulus Potterlaan 2.

## Geschiedenis
In Helmond-Noord ontstond een nieuwe parochie. De eerste Pauluskerk was een noodkerk in een oude boerderij die in 1964 werd betrokken. In 1970 werd een definitieve kerk in gebruik genomen in de wijk Bloemvelden.
Het betreft een kerk in de stijl van het naoorlogs modernisme, ontworpen door Henricus Maria Koldewey.
In 2022 werd geconstateerd dat de de parochie sterk vergrijsd was al was sluiting nog niet aan de orde.

## Gebouw
Het is een betrekkelijk sober en laag bouwwerk. Een metalen kruis wijst op de kerkfunctie. Ook is er een vrij laag torentje en een ronde lichtkoepel.